# GMS-3
O GMS-3, também conhecido por Himawari 3, foi um satélite meteorológico geoestacionário japonês construído pela Hughes. Ele esteve localizado na posição orbital de 140 de longitude leste e era operado pela NASDA. O satélite foi baseado na plataforma HS-378. O mesmo saiu de serviço em julho de 1995.

## Lançamento
O satélite foi lançado com sucesso ao espaço no dia 3 de agosto de 1984, por meio de um veículo N-2 Star-37E a partir do Centro Espacial de Tanegashima, no Japão. Ele tinha uma massa de lançamento de 681 kg.